# Joseph Ollet
Pas d'image ? Cliquez ici

a Compétitions nationales et continentales officielles uniquement.

Joseph Ollet, né le 14 novembre 1912 à Saint-Laurent-de-Cerdans et mort le 25 avril 1993 à Perpignan, est un joueur français de rugby à XV et de rugby à XIII évoluant au poste d'ailier à XIII dans les années 1930.
Sa carrière sportive est composée de deux phases. La première se déroule au club de rugby à XV de l'USA Perpignan avec lequel il remporte le Championnat de France en 1938. Il change de code de rugby pour du rugby à XIII et rejoint le XIII Catalan de Perpignan remportant la Coupe de France en 1939 aux côtés de François Noguères, Roger Vaills, Jep Maso et Augustin Saltraille. Il renoue avec le rugby à XIII après guerre en jouant pour le Toulouse olympique XIII.

## Biographie
Joseph Ollet naît le 14 novembre 1912 à Saint-Laurent-de-Cerdans dans le département français des Pyrénées-Orientales.
Il meurt le 25 avril 1993 à Perpignan.

## Palmarès

### Rugby à XV
- Collectif :
  - Vainqueur du Championnat de France : 1938 (USA Perpignan).
  - Finaliste du Challenge Yves du Manoir : 1937 et 1938 (USA Perpignan).

### Rugby à XIII
- Collectif :
  - Vainqueur de la Coupe de France : 1939 (XIII Catalan).

#### Statistiques
| Saison    | Saison       | Championnat           | Championnat | Championnat | Championnat | Championnat | Championnat | Championnat | Coupe           | Coupe     | Coupe | Coupe | Coupe | Coupe | Coupe |
| Saison    | Saison       | Comp.                 | Class.      | M           | Pts         | Ess.        | Buts        | Dp.         | Comp.           | Class.    | M     | Pts   | Ess.  | Buts  | Dp.   |
| --------- | ------------ | --------------------- | ----------- | ----------- | ----------- | ----------- | ----------- | ----------- | --------------- | --------- | ----- | ----- | ----- | ----- | ----- |
| 1938-1939 | XIII Catalan | Championnat de France | 5e          | ?           | -           | -           | -           | -           | Coupe de France | Vainqueur | ?     | -     | -     | -     | -     |